# Sisymbrium officinale

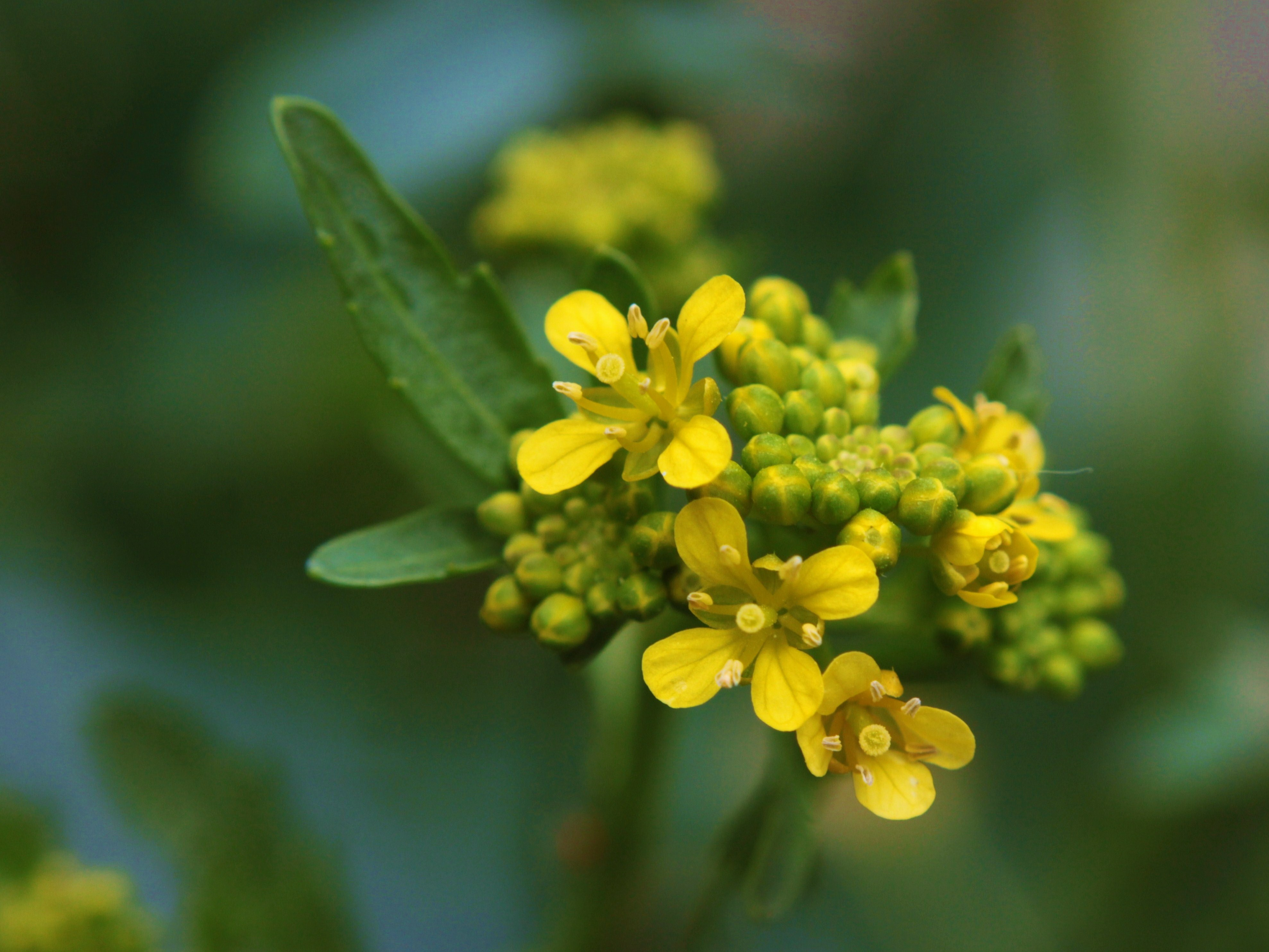
Brâncuța (Sisymbrium officinale)

Sisymbrium officinale, cunoscută ca muștar sălbatic, brâncuță, sau frunza voinicului, este o plantă din familia Brassicaceae. Se găsește pe marginea drumurilor și pe terenurile virane, și apare ca buruiană pe terenurile arabile. Avându-și originea în Europa si nordul Africii, s-a extins și stabilit pe întreg globul.
Se distinge de plantele de muștar care aparțin genului Brassica.
Muștarul sălbatic reprezintă hrană pentru larvele unor insecte din familia Lepidoptera, cum ar fi fluturele verzei (Pieris rapae).

## Utilizări

### În alimentație
Planta este cultivată pe scară largă pe tot întinsul Europei pentru frunzele și semințele comestibile. Este utilizată ca și condiment în nordul Europei (în principal în Danemarca, Norvegia și Germania).
Frunzele au un gust amar, asemănător cu al verzei, și sunt folosite fie în salate, fie gătite ca legume (versiunile de cultură). Semințele au fost folosite pentru prepararea pastelor de muștar în Europa.

### Medicina tradițională
Grecii credeau că planta reprezintă un antidot pentru toate otrăvurile. În medicina populară, a fost folosită pentru a alina durerile de gât - una din denumirile populare ale ei este planta cântărețului. Planta a fost considerată până în perioada domniei lui Ludovic XIV un remediu sigur pentru pierderea vocii. Jean Racine, într-o scrisoare adresată lui Nicolas Boileau, îi recomandă acestuia din urmă să încerce siropul...pentru a fi vindecat de lipsa vocii. Este "bună pentru toate bolile pieptului și plămânilor, pentru răgușeală...zeama...făcută sirop cu zahăr sau miere, este la fel de eficientă...pentru toate celelalte feluri de tuse și respirație îngreunată...semințele sunt văzute ca un remediu deosebit împotriva otrăvurilor și veninului." A fost utilizată "pentru răgușeală, plămâni bolnăvicioși și pentru a ajuta vocea." Specialiștii în remedii naturiste folosesc sucul și florile ca remedii pentru bronșite și probleme ale stomacului, precum și ca pe un revitalizant. În medicina tibetană, planta este folosită pentru a înlătura simptomele toxinfectiilor alimentare.